# Campeonato de División Intermedia 1911 (Argentina)
El Campeonato de División Intermedia 1911 fue el decimotercer torneo de la segunda categoría organizado por la Argentine Football Association, y primero de la División Intermedia, que fue creada en reemplazo de la Segunda División, que pasó a ser la tercera categoría del fútbol argentino.
El nuevo certamen fue disputado por 9 equipos promovidos de la Segunda División, que había pasado a ser tercera categoría, y Argentino de Quilmes, descendido de Primera División.
El Club Estudiantes de La Plata logró el título tras vencer en la última fecha al Club Atlético Independiente por 3 a 0, y obtuvo así el ascenso a Primera División. Sin embargo, debido a un conflicto en la organización de los torneos, durante las primeras fechas del próximo campeonato, la Argentine Football Association sufrió su primer escisión que dio origen a dos entes complementarios, cada uno con su propio campeonato de Primera División: la Asociación Argentina de Football, el ente oficial y afiliado a FIFA desde ese año, y la Federación Argentina de Football, el ente disidente luego reconocido por la AFA. Así es como Estudiantes, Independiente, Kimberley y Argentino de Quilmes pasaron a integrar el Campeonato de Primera División 1912 de la FAF.

## Incorporaciones
| Pos   | Promovidos de la Segunda División 1910 |
| ----- | -------------------------------------- |
| Prom. | Banfield                               |
| Prom. | Boca Juniors                           |
| Prom. | Comercio                               |
| Prom. | Estudiantes de La Plata                |
| Prom. | Estudiantil Porteño                    |
| Prom. | Ferro Carril Oeste                     |
| Prom. | Independiente                          |
| Prom. | Kimberley                              |
| Prom. | Nacional                               |

| Pos | Descendidos en la Primera División 1910 |
| --- | --------------------------------------- |
| 9.º | Argentino de Quilmes                    |

## Sistema de disputa
Se disputó bajo el sistema de todos contra todos a 2 ruedas. El equipo con mayor puntaje en la Tabla de Posiciones obtuvo el campeonato y el ascenso.

## Tabla de posiciones final
| Pos | Equipo               | Pts | PJ | G  | E | P  | GF | GC | DG  |
| --- | -------------------- | --- | -- | -- | - | -- | -- | -- | --- |
| 1.º | Estudiantes (LP)     | 30  | 18 | 13 | 4 | 1  | 49 | 14 | 35  |
| 2.º | Independiente        | 27  | 18 | 12 | 3 | 3  | 43 | 18 | 25  |
| 3.º | Nacional             | 26  | 18 | 11 | 4 | 3  | 36 | 23 | 13  |
| 4.º | Estudiantil Porteño  | 24  | 18 | 11 | 2 | 5  | 49 | 29 | 20  |
| 5.º | Boca Juniors         | 17  | 18 | 7  | 3 | 8  | 33 | 24 | 9   |
| 6º  | Argentino de Quilmes | 16  | 18 | 6  | 4 | 8  | 27 | 20 | 7   |
| 7º  | Kimberley            | 14  | 18 | 5  | 4 | 9  | 22 | 45 | -23 |
| 8º  | Comercio             | 10  | 18 | 3  | 4 | 11 | 26 | 53 | -27 |
| 9º  | Ferro Carril Oeste   | 9   | 18 | 3  | 3 | 12 | 20 | 59 | -39 |
| 10º | Banfield             | 7   | 18 | 1  | 5 | 12 | 15 | 36 | -21 |

|  | Campeón. Ascendió a Primera División.   |
|  | Promovido a Primera División de la FAF. |
|  | Relegado a Segunda División.            |
|  | Descendió a Segunda División.           |

## Resultados
| Fecha            | Local                   | Resultado | Visitante               |
| ---------------- | ----------------------- | --------- | ----------------------- |
| 30 de abril      | Boca Juniors            | 1 - 2     | Nacional                |
| 30 de abril      | Independiente           | 3 - 0     | Argentino de Quilmes    |
| 7 de mayo        | Estudiantes de La Plata | 0 - 0     | Boca Juniors            |
| 7 de mayo        | Banfield                | 2 - 2     | Comercio                |
| 7 de mayo        | Kimberley               | 2 - 1     | Argentino de Quilmes    |
| 7 de mayo        | Ferro Carril Oeste      | 3 - 5     | Nacional                |
| 14 de mayo       | Argentino de Quilmes    | -         | Estudiantil Porteño     |
| 21 de mayo       | Nacional                | 2 - 0     | Independiente           |
| 21 de mayo       | Comercio                | 2 - 2     | Kimberley               |
| 25 de mayo       | Argentino de Quilmes    | 1 - 1     | Ferro Carril Oeste      |
| 28 de mayo       | Independiente           | 3 - 1     | Boca Juniors            |
| 28 de mayo       | Estudiantes de La Plata | 4 - 1     | Comercio                |
| 28 de mayo       | Banfield                | 1 - 1     | Ferro Carril Oeste      |
| 4 de junio       | Boca Juniors            | 2 - 1     | Independiente           |
| 4 de junio       | Nacional                | 1 - 3     | Estudiantes de La Plata |
| 4 de junio       | Banfield                | 2 - 2     | Kimberley               |
| 4 de junio       | Argentino de Quilmes    | 5 - 0     | Comercio                |
| 4 de junio       | Ferro Carril Oeste      | 1 - 3     | Estudiantil Porteño     |
| 11 de junio      | Boca Juniors            | 4 - 0     | Comercio                |
| 11 de junio      | Independiente           | 1 - 1     | Nacional                |
| 11 de junio      | Estudiantes de La Plata | 7 - 3     | Estudiantil Porteño     |
| 11 de junio      | Argentino de Quilmes    | 1 - 1     | Banfield                |
| 11 de junio      | Kimberley               | 2 - 2     | Ferro Carril Oeste      |
| 15 de junio      | Ferro Carril Oeste      | 0 - 3     | Boca Juniors            |
| 15 de junio      | Argentino de Quilmes    | 0 - 1     | Nacional                |
| 15 de junio      | Estudiantil Porteño     | 3 - 0     | Comercio                |
| 25 de junio      | Argentino de Quilmes    | 0 - 1     | Independiente           |
| 25 de junio      | Estudiantes de La Plata | 6 - 1     | Kimberley               |
| 25 de junio      | Banfield                | 1 - 2     | Estudiantil Porteño     |
| 25 de junio      | Nacional                | 5 - 0     | Ferro Carril Oeste      |
| 29 de junio      | Estudiantil Porteño     | 3 - 1     | Kimberley               |
| 2 de julio       | Boca Juniors            | 0 - 1     | Kimberley               |
| 2 de julio       | Ferro Carril Oeste      | 0 - 5     | Estudiantes de La Plata |
| 2 de julio       | Comercio                | 1 - 0     | Banfield                |
| 2 de julio       | Nacional                | 1 - 2     | Estudiantil Porteño     |
| 9 de julio       | Kimberley               | 2 - 2     | Nacional                |
| 16 de julio      | Argentino de Quilmes    | 4 - 1     | Boca Juniors            |
| 16 de julio      | Banfield                | 0 - 2     | Estudiantes de La Plata |
| 23 de julio      | Banfield                | 2 - 0     | Argentino de Quilmes    |
| 23 de julio      | Estudiantil Porteño     | 4 - 0     | Ferro Carril Oeste      |
| 30 de julio      | Estudiantil Porteño     | 3 - 2     | Boca Juniors            |
| 30 de julio      | Ferro Carril Oeste      | 1 - 2     | Independiente           |
| 30 de julio      | Kimberley               | 1 - 3     | Estudiantes de La Plata |
| 30 de julio      | Nacional                | 2 - 2     | Banfield                |
| 30 de julio      | Comercio                | 1 - 4     | Argentino de Quilmes    |
| 6 de agosto      | Nacional                | 3 - 2     | Boca Juniors            |
| 6 de agosto      | Estudiantil Porteño     | 1 - 2     | Independiente           |
| 6 de agosto      | Estudiantes de La Plata | 4 - 0     | Ferro Carril Oeste      |
| 13 de agosto     | Estudiantil Porteño     | 2 - 2     | Estudiantes de La Plata |
| 13 de agosto     | Nacional                | 1 - 1     | Argentino de Quilmes    |
| 13 de agosto     | Ferro Carril Oeste      | 4 - 0     | Kimberley               |
| 20 de agosto     | Boca Juniors            | 3 - 0     | Ferro Carril Oeste      |
| 20 de agosto     | Estudiantes de La Plata | 4 - 1     | Banfield                |
| 27 de agosto     | Estudiantes de La Plata | 0 - 0     | Independiente           |
| 27 de agosto     | Estudiantil Porteño     | 3 - 0     | Banfield                |
| 27 de agosto     | Kimberley               | 3 - 2     | Boca Juniors            |
| 27 de agosto     | Ferro Carril Oeste      | 7 - 0     | Comercio                |
| 30 de agosto     | Argentino de Quilmes    | 4 - 0     | Kimberley               |
| 3 de septiembre  | Boca Juniors            | 1 - 0     | Banfield                |
| 3 de septiembre  | Comercio                | 3 - 2     | Estudiantes de La Plata |
| 8 de septiembre  | Banfield                | 0 - 3     | Independiente           |
| 10 de septiembre | Independiente           | 3 - 2     | Estudiantil Porteño     |
| 10 de septiembre | Argentino de Quilmes    | 1 - 2     | Estudiantes de la Plata |
| 10 de septiembre | Nacional                | 2 - 0     | Comercio                |
| 17 de septiembre | Estudiantes de la Plata | 0 - 0     | Argentino de Quilmes    |
| 24 de septiembre | Boca Juniors            | 0 - 0     | Estudiantes de La Plata |
| 24 de septiembre | Comercio                | 2 - 2     | Independiente           |
| 24 de septiembre | Ferro Carril Oeste      | 2 - 1     | Banfield                |
| 1 de octubre     | Independiente           | 6 - 1     | Banfield                |
| 1 de octubre     | Comercio                | 1 - 2     | Nacional                |
| 8 de octubre     | Banfield                | 0 - 3     | Boca Juniors            |
| 8 de octubre     | Kimberley               | 1 - 2     | Independiente           |
| 8 de octubre     | Ferro Carril Oeste      | 0 - 4     | Argentino de Quilmes    |
| 8 de octubre     | Comercio                | 1 - 1     | Estudiantil Porteño     |
| 15 de octubre    | Boca Juniors            | 0 - 0     | Argentino de Quilmes    |
| 15 de octubre    | Independiente           | 9 - 0     | Ferro Carril Oeste      |
| 15 de octubre    | Estudiantes de La Plata | 2 - 0     | Nacional                |
| 15 de octubre    | Kimberley               | -         | Banfield                |
| 15 de octubre    | Kimberley               | 3 - 2     | Comercio                |
| 22 de octubre    | Independiente           | 4 - 1     | Comercio                |
| 29 de octubre    | Independiente           | 1 - 0     | Kimberley               |
| 29 de octubre    | Estudiantil Porteño     | 4 - 1     | Argentino de Quilmes    |
| 5 de noviembre   | Boca Juniors            | 2 - 3     | Estudiantil Porteño     |
| 12 de noviembre  | Independiente           | 0 - 3     | Estudiantes de La Plata |
| 12 de noviembre  | Banfield                | -         | Nacional                |
| 26 de noviembre  | Comercio                | 7 - 0     | Ferro Carril Oeste      |
| 17 de diciembre  | Comercio                | 1 - 6     | Boca Juniors            |
| Unknow           | Kimberley               | 1 - 7     | Estudiantil Porteño     |
| Unknow           | Nacional                | 2 - 0     | Kimberley               |
| Unknow           | Estudiantil Porteño     | 3 - 4     | Nacional                |